# Flavopurpurin
Flavopurpurin ist eine chemische Verbindung aus der Gruppe der Alizarinfarbstoffe.

## Gewinnung und Darstellung
Flavopurpurin kann durch Reaktion von 2,6-Anthrachinondisulfosäure mit konzentriertem wässrigem Alkali gewonnen werden.

## Eigenschaften
Flavopurpurin ist ein als braungelbe Kristallnadeln vorliegender Feststoff, der in siedendem Wasser löslich ist. In Natronlauge löst sich Flavopurpurin mit rotvioletter Farbe.

## Verwendung
Flavopurpurin als typischer Alizarinfarbstoff färbt Aluminium-gebeizte Wolle und Baumwolle scharlachrot.